# Skeleton-Europacup 2010/11
Der Europacup 2010/11 war eine von der Fédération Internationale de Bobsleigh et de Tobogganing (FIBT) veranstaltete Rennserie im Skeleton. Er wurde zum elften Mal ausgetragen und umfasste acht Wettbewerbe an fünf Wettkampforten. Er gehörte gemeinsam mit dem Intercontinentalcup sowie dem America’s Cup zum Unterbau des Weltcups.
Die Startplätze wurden nach Quoten vergeben, die auf den Ergebnissen des Vorjahres basierten.
Männer:
- 4 Starter:  Deutschland,  Schweiz,  Russland,  Italien,  Rumänien,  Österreich
- 3 Starter: alle übrigen Nationen aus Europa und Afrika
- 2 Starter: alle Nationen außerhalb Europas und Afrikas

Frauen:
- 4 Starterinnen:  Deutschland,  Russland,  Rumänien,  Italien
- 3 Starterinnen: alle übrigen Nationen aus Europa und Afrika
- 2 Starterinnen: alle Nationen außerhalb Europas und Afrikas

## Männer

### Männer-Veranstaltungen
| Datum             | Ort           | Sieger          | Zweiter              | Dritter          |
| ----------------- | ------------- | --------------- | -------------------- | ---------------- |
| 26. November 2010 | Cesana Pariol | Christian Baude | Anton Batujew        | Axel Jungk       |
| 27. November 2010 | Cesana Pariol | Christian Baude | Anton Batujew        | Axel Jungk       |
| 4. Dezember 2010  | Igls          | Ed Smith        | Paul Fraser          | Christian Baude  |
| 5. Dezember 2010  | Igls          | Paul Fraser     | Anton Batujew        | Christian Baude  |
| 12. Dezember 2010 | Winterberg    | Christian Baude | Ed Smith             | Paul Fraser      |
| 17. Dezember 2010 | Altenberg     | Christian Baude | Pascal Oswald        | Maximilian Graßl |
| 18. Dezember 2010 | Altenberg     | Christian Baude | Christopher Grotheer | Maximilian Graßl |
| 20. Januar 2011   | St. Moritz    | Ed Smith        | Anton Batujew        | Maximilian Graßl |

### Männer-Einzelwertung
| Platz | Sportler             | Land                   | Punkte |
| ----- | -------------------- | ---------------------- | ------ |
| 1     | Christian Baude      | Deutschland            | 519    |
| 2     | Anton Batujew        | Russland               | 419    |
| 3     | Maximilian Graßl     | Deutschland            | 369    |
| 4     | Ed Smith             | Vereinigtes Königreich | 363    |
| 5     | Axel Jungk           | Deutschland            | 353    |
| 6     | Paul Fraser          | Kanada                 | 347    |
| 7     | James Hoad           | Vereinigtes Königreich | 263    |
| 8     | Christopher Grotheer | Deutschland            | 261    |
| 9     | Raphael Maier        | Österreich             | 225    |
| 10    | Ryan Good            | Kanada                 | 182    |

## Frauen

### Frauen-Veranstaltungen
| Datum             | Ort           | Sieger             | Zweiter           | Dritter            |
| ----------------- | ------------- | ------------------ | ----------------- | ------------------ |
| 26. November 2010 | Cesana Pariol | Jacqueline Lölling | Tina Hermann      | Olga Korobkina     |
| 27. November 2010 | Cesana Pariol | Jacqueline Lölling | Tina Hermann      | Laura Malaika      |
| 4. Dezember 2010  | Igls          | Elizabeth Yarnold  | Rose McGrandle    | Laura Deas         |
| 5. Dezember 2010  | Igls          | Elizabeth Yarnold  | Rose McGrandle    | Laura Deas         |
| 12. Dezember 2010 | Winterberg    | Laura Deas         | Rose McGrandle    | Elizabeth Yarnold  |
| 17. Dezember 2010 | Altenberg     | Sarah Sartor       | Tina Hermann      | Jacqueline Lölling |
| 18. Dezember 2010 | Altenberg     | Sarah Sartor       | Tina Hermann      | Rose McGrandle     |
| 20. Januar 2011   | St. Moritz    | Katharine Eustace  | Elizabeth Yarnold | Jacqueline Lölling |

### Frauen-Einzelwertung
| Platz | Sportler           | Land                   | Punkte |
| ----- | ------------------ | ---------------------- | ------ |
| 1     | Tina Hermann       | Deutschland            | 440    |
| 2     | Elizabeth Yarnold  | Vereinigtes Königreich | 427    |
| 3     | Jacqueline Lölling | Deutschland            | 419    |
| 4     | Rose McGrandle     | Vereinigtes Königreich | 414    |
| 5     | Sarah Sartor       | Deutschland            | 354    |
| 6     | Laura Deas         | Vereinigtes Königreich | 324    |
| 7     | Laura Malaika      | Deutschland            | 302    |
| 8     | Michelle Bartleman | Kanada                 | 254    |
| 9     | Olga Korobkina     | Russland               | 239    |
| 10    | Takako Ōmukai      | Japan                  | 234    |